# 艾瑪·韋安特
艾瑪·韋安特（英語：Emma Weyant，2001年12月24日—）是一名出生於美國佛羅里達州的游泳運動員，曾經獲得2018年泛太平洋青少年游泳錦標賽女子400米個人混合泳金牌。

## 外部連結
- 艾瑪·韋安特的X（前Twitter）
- 艾瑪·韋安特的Instagram帳戶